# Diario di Galeazzo Ciano
Galeazzo Ciano scrisse il suo Diario negli anni in cui ricopriva la carica di ministro degli affari esteri del Regno d'Italia, dal 10 giugno 1936 all'8 febbraio 1943, data della sua destituzione e nomina ad ambasciatore presso la Santa Sede. A causa della distruzione della prima agenda da parte dei tedeschi, le pagine relative ai giorni antecedenti al 22 agosto 1937 sono andate perdute. Nel salvataggio e nel recupero dei diari di Galeazzo Ciano, ruolo determinante ebbe Frau Beetz, segretaria del capo del servizio segreto tedesco in Italia, tenente colonnello Wilhelm Höttl (1915-1999).
L'introduzione fu scritta il 23 dicembre 1943, allorché Ciano era recluso nel carcere degli Scalzi a Verona in attesa del processo ai firmatari dell'ordine del giorno Grandi, in seguito al quale sarebbe stato condannato a morte e fucilato.
Il Diario, ricco tra l'altro di annotazioni in merito a commenti e giudizi espressi privatamente da Mussolini su Hitler, il re Vittorio Emanuele III, i papi Pio XI e Pio XII e altri protagonisti del tempo, è generalmente considerato dagli storici una fonte di grande importanza per lo studio del regime fascista, sebbene non tutti la considerino completamente attendibile. Gli studiosi scettici non dubitano della sua autenticità, ma ritengono che offra una testimonianza globalmente infedele e reticente, tendente a porre Ciano in una luce favorevole e ad attenuare le sue responsabilità negli insuccessi del regime.

## La trattativa per i diari negli ultimi mesi di vita di Ciano
Nel corso dei colloqui tenuti con i tedeschi tra l'agosto e l'ottobre 1943, Ciano si rese conto dell'interesse che questi mostravano per i suoi diari; pertanto cominciò a valutare la possibilità di barattarli in cambio del trasferimento in un paese neutrale. Nei diari il ministro degli esteri Joachim von Ribbentrop era duramente criticato e si ritenne che recuperarli avrebbe potuto metterlo in difficoltà davanti a Hitler.
La questione interessò Höttl che ne informò il suo diretto superiore Ernst Kaltenbrunner, comandante in capo del Reichssicherheitshauptamt, responsabile delle operazioni dei servizi segreti in Germania e all'estero.
Kaltenbrunner si dimostrò interessato al recupero dei diari ma pose come condizione di entrarne in possesso prima di permettere a Ciano di espatriare in un paese neutrale. Non fidandosi, Ciano richiese di poter rientrare in Italia non conoscendo la situazione che si era venuta a creare nel frattempo. Hildegard Burkhardt, nota a Ciano come Frau Felizitas Beetz, ricevette, all'età di 24 anni, l'incarico di tentare di farsi consegnare i diari che l'ex ministro degli esteri italiano aveva compilato a partire dal 1º gennaio 1939 o perlomeno di evitare che cadessero nelle mani degli anglo-americani.
Il 17 ottobre 1943, quando Ciano fu trasferito in Italia dai tedeschi, "Frau Beetz" fu imbarcata sul medesimo aereo e per raggiungere il suo scopo, frequentò assiduamente la cella numero 27 del carcere degli Scalzi, in cui era rinchiuso Galeazzo Ciano. Quest'ultimo era stato incarcerato con l'accusa di essere tra i componenti del Gran Consiglio del Fascismo che il 25 luglio 1943 firmatari dell'ordine del giorno Grandi che aveva determinato la caduta del regime fascista.
Verso la fine di dicembre fu stabilito un piano che vedeva coinvolti Höttl e Kaltenbrunner e che prevedeva un'azione di forza tedesca per liberare Ciano e acquisire i diari. Frau Beetz lo propose il 28 dicembre al generale Harster, circostanza confermata anni dopo dallo stesso Harster allo storico Duilio Susmel. Il giorno dopo il piano ottenne l'assenso di Kaltenbrunner e di Heinrich Himmler tramite telegramma. Raccontò Harster che dopo aver ricevuto il telegramma ricevette una lunga telefonata da Himmler che perfezionò il piano. Innanzitutto era importante che l'operazione si svolgesse mantenendo Hitler all'oscuro di tutto e per rendere il tutto più efficace furono inviati a Verona due membri delle Schutzstaffel di Himmler; questi avrebbero dovuto, previo accordo con le due guardie del carcere che stazionavano davanti alla cella di Ciano, travestirsi da miliziani fascisti, fingere di sopraffarle per poi prendere in consegna Ciano e portarlo in Turchia attraverso l'Ungheria. Giunto in Turchia, la moglie Edda Ciano avrebbe dovuto consegnare i diari. Il 1º gennaio 1944 Kaltenbrunner pose una nuova condizione, chiedendo di entrare in possesso di almeno una parte dei diari prima di procedere con l'operazione. Ciano e la moglie accettarono la nuova condizione e stabilirono il luogo dell'appuntamento per la consegna lungo la statale per Verona. Così giunsero dalla Germania le due SS da impiegare nel colpo di mano e l'operazione fu fissata per la notte tra il 7 e l'8 gennaio 1944. L'azione fu denominata "Operazione Conte".
Edda Ciano il 4 gennaio 1944 aveva provveduto a recuperarli a Roma tramite il conte Emilio Pucci e la stessa Frau Beetz e il 6 gennaio Edda ne consegnò una parte, ovvero due agende, con l'impegno a consegnare il resto il giorno dopo. Il giorno seguente, Edda attese lungo la statale diverse ore con il plico contenente i diari, ma i tedeschi non si presentarono all'appuntamento e l'8 gennaio Edda e Frau Beetz si recarono al Comando tedesco dove fu loro comunicato che gli alti Comandi avevano sospeso l'operazione. Si scoprì più tardi che Hitler, venuto a conoscenza dell'operazione, informato da Joachim von Ribbentrop e Joseph Goebbels, aveva bloccato tutto.
Il giorno dopo Galeazzo Ciano fu informato da Frau Beetz del naufragio del piano e a lei quindi consegnò l'ultimo saluto alla moglie.

## Il Diario come fonte storica
I diari che Ciano scrisse nel periodo in cui fu ministro degli affari esteri, per la loro minuziosità, rappresentano una fonte storica di primaria importanza.
Considerati in genere (a partire dallo studio di Mario Toscano) come vergati con una certa sincerità di fondo, descrivono la fase storica più critica del Novecento italiano, disvelando ragioni e motivi di molti fatti che ebbero capitale importanza. Grazie a questi dati è oggi possibile ricostruire (con la massima utilità cronologica) gli avvenimenti del periodo visti dall'interno dell'apparato del regime.
Va detto però che, quasi ovviamente, diversi approfondimenti hanno cercato di indagare la fedeltà storica di quanto narratovi. A partire da una banale confusione di nomi fra Roma e Rommel (il generale tedesco), che conteneva in sé un anacronismo foriero di più di qualche dubbio. La circostanza, precisamente, riguarda il racconto del notissimo telegramma inviato a Mussolini dal generale Rodolfo Graziani dall'Africa, e si legge il nome di Rommel al 12 dicembre del 1940 (erroneamente indicato al giorno 13), ma il generale non ebbe a che fare con materie italiane (escluse le vicende di Caporetto della prima guerra mondiale) se non con il suo arrivo in Africa nella primavera del 1941 e il testo si riferiva evidentemente a Roma.
La discrepanza fu scoperta da Andreas Hillgruber e portò David Irving a negare l'attendibilità addirittura dell'intera opera, ma anche a ritenere responsabile dell'errore Renzo De Felice, curatore di un'edizione abbastanza nota e in posizione quantomeno isolata rispetto alle tendenze storiografiche del tempo.
Si era raccolta l'informazione – resa pubblica da persone del suo entourage – che Ciano, dopo la rimozione dal Ministero (febbraio 1943), avesse dedicato molto tempo alla riscrittura di alcuni brani e l'ipotesi (che al tempo riscosse numerosi conforti testimoniali) allarmò gli storici, i quali appena possibile effettuarono confronti fra le copie che erano state microfilmate da Allen Dulles dalle agende di Edda; si scoprirono in effetti diverse manipolazioni apportate dallo stesso Ciano, che alla grossa aveva cancellato un certo numero di date, ma proprio la grossolanità delle cancellazioni portò a escludere che si fosse dedicato a una riscrittura integrale (che, si desunse, non avrebbe lasciato evidenze).
Anche una lettura contenutistica, del resto, fa escludere che possa aver operato riscritture di comodo: nel 1943 era già assai imbarazzante la sua notissima affermazione del 12 ottobre 1940, quando definiva «utile e facile» la guerra alla Grecia che stava per cominciare, ma la frase non fu rimossa (così come altre ugualmente rivelatesi infelici) e questo contrasterebbe almeno col carattere dell'autore, reputato vanitoso da diversi critici.

## Edizioni
- Galeazzo Ciano, Diario 1937-1943, a cura di Renzo De Felice, 3ª ed., Milano, Biblioteca Universale Rizzoli, 1996. (Edizione elettronica a cura di Liber Liber).